# Torta rovesciata
La torta rovesciata (dall'inglese upside-down cake) è una torta alla frutta statunitense a base di ananas, ciliegie, mele e altri frutti a piacere.

## Storia
La torta rovesciata risale agli anni venti e trenta del Novecento, quando si diffuse la frutta in scatola, che era considerata pratica e "alla moda". A contribuire al successo della torta rovesciata ci fu la Dole Pineapple Company che, nel 1925, indisse un concorso durante il quale i partecipanti dovevano preparare un dolce a base di ananas. Dal momento che il 4% dei concorrenti aveva proposto la ricetta della torta all'ananas, la Dole lanciò una campagna pubblicitaria nel corso della quale pubblicò le ricette che aveva ricevuto della torta rovesciata della pineapple upside-down cake.

## Caratteristiche
La torta rovesciata si prepara in uno stampo ove prima viene messa la frutta (spesso si usano ananas, mele, ciliegie, e/o pesche) e, in un secondo momento, l'impasto. Dopo la cottura, il dolce viene ribaltato. La pasta del dolce può essere la medesima usata per cucinare il cottage pudding.

## Alimenti simili
Altri dolci che si preparano seguendo lo stesso principio sono la tarte Tatin francese e il bolo de ananás (anche conosciuto come bolo de Abacaxi) rivendicato dal Brasile e dal Portogallo.